# Любинский район
Лю́бинский райо́н — административно-территориальная единица (район) и муниципальное образование (муниципальный район) на юго-западе центральной части Омской области России.
Административный центр — посёлок городского типа Любинский.

## География
Площадь района — 3300 км². Любинский находится в 48 километрах от границ города Омска (по автомобильной трассе) и в 51 километре от железнодорожного вокзала Омска (по железной дороге).

## История
Район образован в мае 1925 года из преобразованной Любинской укрупнённой волости Тюкалинского уезда Омской губернии. Район вошёл в состав Омского округа Сибирского края.
В течение 1925 года произошли значительные изменения в делении района. Из Авлинского сельского совета выделены Верблюжинский, Новоархангельский. Из Астрахановского сельского совета выделены Филатовский, Помогаевский и часть Маломогильного сельских советов. Из Большемогильного сельского совета выделен Маломогильный. Из Мокшинского сельского совета выделен Голубковский. Из Замираловского сельского совета выделен Ядринцевский. Из Красногорского сельского совета выделены Китайлинский, Фёдоровский. Из Любино-Москаленского, частей Новоархангельского, Авлинского сельских советов выделен Красноярский. Из Любино-Москаленского сельского совета выделены Красноярский, Любино-Малоросский. Из Новолюбинского сельского совета выделен Чулковский. Из Марьяновского сельского совета выделены Курганский, Усовский. Из Щербаковского сельского совета выделен Орловский. Из Тавричанского сельского совета выделены Пестровский, Суховский. Из Шуваловского сельского совета выделен Балашовский. Из Степнинского сельского совета выделен Шараповский. Центр Ребровского сельского совета перенесён из села Орловка в село Ребровка.
В 1925 году в районе насчитывалось 265 населённых пунктов, 48 сельских советов, 43414 хозяйств.
На 1926 год в районе насчитывалось: 39 сельских советов, 366 населённых пунктов (1 место в округе), 9754 хозяйства.
В 1926 году Филатовский сельский совет присоединён к Астрахановскому. Шараповский сельский совет присоединён к Степнинскому.
В 1929 году Авлинский сельский совет присоединён к Новоархангельскому. Маломогильный сельский совет присоединён к Большемогильному. Чулковский сельский совет присоединён к Новолюбинскому. Беклемишевский сельский совет присоединён к Лузинскому. Шараповский сельский совет присоединён к Степнинскому. Центр Щербаковского сельского совета перенесён из села Романовка в село Щербаково.
В июле 1929 года из ликвидированного Москаленского района передано 5 сельских советов (Беклемишевский, Ивановский, Лузинский, Мироновский, Покровский). В образованный Ново-Омский район передано 8 сельских советов (Каржасский, Красногорский, Марьяновский, Мельничный, Ребровский, Степнинский, Усовский, Фёдоровский).
В январе 1930 года Мироновский сельский совет передан в Исилькульский район.
В мае 1930 года из части Пестровского сельского совета и части Бекишевского Тюкалинского района образован Тарлыкский.
В июле 1930 года район передаётся из упразднённого Сибирского края в Западно-Сибирский край. Ликвидирован Омский округ. Район передаётся в прямое подчинение краю.
В 1930 году Астрахановский сельский совет присоединён к Масляновскому, Боголюбовскому, Новолюбинскому. Помогаевский сельский совет присоединён к Масляновскому, Щербаковскому.
В 1930—1934 годах из Тюкалинского района передан Окунёвский сельский совет с переименованием в Большеокунёвский. Из Масляновского сельского совета выделен Смоляновский. Центр Масляновского сельского совета перенесён из села Бабайловка в село Масляновка. Образован поселковый совет совхоза № 42. Образован поселковый совет совхоза № 46 с центром в селе Нижнеиртышское. Образован поселковый совет совхоза № 242.
На 1 января 1931 года в районе насчитывалось 31 сельский совет, 295 населённых пунктов. Площадь составляла 3958 квадратных километров. Расстояние до центра края 680 километров. Ближайшая железнодорожная станция здесь. Население района составляло 49381 человек.
В 1931 году территория района составляла 4058 квадратных километров. Насчитывалось 24 сельских совета (3 немецких национальных), 202 населённых пункта. Действуют совхозы Маслотреста (Мокшинский № 49, Октябрьский № 42), Птицетреста (Новокиевский № 82). Часть территории района занимает совхоз Сортсемтреста «Элита». Действует Любинская МТС, обслуживающая 12 колхозов и 7 колхозов Ново-Омского района. Открыта Большемогильная МТС, обслуживающая 20 колхозов. Крупнейшими предприятиями в районе были:
- Мельница Хлебживотсоюза;
- Мельница совхоза «Элита»;
- Силостанция совхоза «Элита»;
- Механический маслозавод Союзмолока;
- Маслосырозавод совхоза № 42;
- Маслозавод № 3 Хлебживотсоюза;
- Мельница коммуны «Знамя Свободы»;
- Ремонтная мастерская совхоза «Элита»;
- Кирпичный завод 1 совхоза «Элита»;
- Кирпичный завод 2 совхоза «Элита»;
- Кирпичный завод Инвалидной кооперации.

Социальная сфера района была представлена: 84 школы I ступени, 4 ШКМ, 1 школа совхозуча, 69 пункта ликбеза, 44 школы малограмотных, 2 библиотеки, 4 изб-читален, 3 клуба, 22 нардома, 27 красных уголков, 2 врачебных участка на 12 коек, 2 фельдшерских пункта, медперсонал 12 человек (1 врач), больница на 25 коек.
В 1931 году Балашовский сельский совет присоединён к Шулаевскому. Голубковский сельский совет присоединён к Мокшинскому. Замираловский сельский совет присоединён к Ядринцевскому. Курганский сельский совет присоединён к Орловскому. Любино-Москаленский сельский совет присоединён к Любино-Малоросскому. Пестровский сельский совет присоединён к Тавричанскому.
На 15 февраля 1932 года в районе действовало 10 МТФ, 5 СТФ.
В 1932 году из ликвидированного Саргатского района передано 8 сельских советов (Андреевский, Баженовский, Новопокровский, Павловский, Поселково-Саргатский, Сибирско-Саргатский, Увалобитинский, Урусовский).
В апреле 1933 года Андреевский сельский совет передан в Большереченский район. Земли совхоза «Элита» переданы в Исилькульский район. Из Тюкалинского района переданы земли Маслосовхозов № 357 и № 358.
В 1933 году из ликвидированного Ново-Омского района передано 3 сельских совета (Марьяновский, Степнинский, Фёдоровский).
В декабре 1934 года район входит в образованную Омскую область.
В 1935 году в образованный Саргатский район передано 8 сельских советов (Баженовский, Верблюженский, Новопокровский, Павловский, Поселково-Саргатский, Сибирско-Саргатский, Увалобитинский, Урусовский). В образованный Марьяновский район передано 3 сельских совета (Марьяновский, Орловский, Покровский, Степнинский). В образованный Москаленский район передано 2 сельских совета (Ивановский, Лузинский).
В 1936 году насчитывалось 142 населённых пункта, 22 сельских совета (5 немецких, 2 поселковых), 98 колхозов, 6 совхозов, 2 МТС, 71 начальная школа, 9 неполных средних школ, 1 средняя школа, 6 клубных учреждений, 1 больница, 3 амбулатории. Площадь 3053 квадратных километра.
На 1 января 1938 года площадь района составляла 3100 квадратных километров, насчитывалось 22 сельских совета. Расстояние до центра области 53 километра. Ближайшая железнодорожная станция здесь.
В 1938 году центр Фёдоровского сельского совета перенесён из села Фёдоровка в село XVI Партсъезд. Центр Новолюбинского сельского совета перенесён из села Новолюбино в село Чулково. Центр Щербаковского сельского совета перенесён из села Щеркабовка в село Романовка.
В ноябре 1938 года предпринята попытка организовать Любинский поселковый совет, однако проект не был принят.
К 1 января 1941 года в районе насчитывалось 24 сельских совета. Площадь района равнялась 3100 квадратных километров. Расстояние до центра области 52 километра.
В 1945 году из Новолюбинского сельского совета выделен Любинский поселковый совет. Село Новолюбино преобразовано в рабочий посёлок Любинский. Центр Новолюбинского сельского совета перенесён в село Новая Заря.
К 1 января 1947 года в районе насчитывалось 24 сельских совета. Площадь района равнялась 3100 квадратных километров. Ближайшая железнодорожная станция здесь.
В 1954 году Тарлыкский сельский совет присоединён к Большеокунёвскому. Новолюбинский сельский совет присоединён к Масляновскому. Масляновский сельский совет переименован в Новозоринский с переносом центра из села Масляновка в село Новая Заря. Китайлинский, Красноярский сельские советы присоединены к Любино-Малоросскому. Смоляновский сельский совет присоединён к Славинскому. Славинский сельский совет переименован в Новокиевский с переносом центра из села Славинка в село Новокиевка. Центр Щербаковского сельского совета перенесён из села Романовка в село Помогаевка. Протопоповский сельский совет присоединён к поселковому совету совхоза № 42. Суховский сельский совет присоединён к Тавричанскому. Ядринцевский сельский совет присоединён к Новоархангельскому.
В июле 1957 года Большеокунёвский сельский совет переименован в Большаковский с переносом центра из села Большая Окунёвка в село Большаковка.
В октябре 1957 года село Красный Яр преобразовано в рабочий посёлок. Из Любино-Малоросского сельского совета выделен Красноярский поселковый совет.
В мае 1958 года поселковый совет совхоза № 242 переименован в Северо-Любинский.
В 1958 году поселковый совет совхоза № 42 переименован в Центрально-Любинский.
В 1959 году Новозоринский сельский совет переименован в Масляновский с переносом центра из села Новая Заря в село Масляновка. Фёдоровский сельский совет переименован в Камышловский с переносом центра в посёлок Камышловский. Из частей Фёдоровского, Центрально-Любинского, Камышловского сельских советов образован Протопоповский. Щербаковский сельский совет переименован в Помогаевский. Шулаевский сельский совет переименован в Пролетарский с переносом центра из села Шулаевка в посёлок Пролетарский. Тавричанский сельский совет присоединён к Большемогильному и Новоархангельскому. Большемогильный сельский совет переименован в Северный с переносом центра из села Большемогильное в посёлок Северный. Новоархангельский сельский совет переименован в Увалово-Ядринский с переносом центра из села Новоархангелка в село Увалово-Ядринское.
В 1960 году Помогаевский сельский совет присоединён к Масляновскому и Протопоповскому.
В 1961 году Мокшинский сельский совет присоединён к Алексеевскому.
В 1963 году из ликвидированного Марьяновского района передано 4 сельских совета, 1 поселковый совет (Васильевский, Орловский, Пикетинский, Степнинский и Марьяновский поселковый совет). Из ликвидированного Саргатского района передано 2 сельских совета, 1 поселковый совет (Баженовский, Саргатский, поселковый совет совхоза № 46). Из Большереченского района передан Андреевский сельский совет.
В марте 1964 года в Москаленский район было передано 2 сельских совета (Васильевский, Пикетинский).
В апреле 1964 года изменена граница между некоторыми сельскими советами района.
В январе 1965 года в образованный Саргатский район передано 3 сельских совета, 1 поселковый совет (Андреевский, Баженовский, Саргатский сельские советы, поселковый совет совхоза № 46). В образованный Марьяновский район передано 2 сельских совета, 1 поселковый совет (Марьяновский поселковый совет и Орловский, Степнинский).
В июле 1965 года изменены границы между некоторыми сельскими советами района.
В 1966 году из Боголюбовского сельского совета выделен Казанский.
В 1970 году центр Капустинского сельского совета перенесён из села Капустино в село Весёлая Поляна. Центр Северного сельского совета перенесён из посёлка Северный в село Тавричанка.
В феврале 1977 года Капустинский сельский совет переименован в Веселополянский. Масляновский сельский совет переименован в Замелетёновский с переносом центра из села Масляновка в село Замелетёновка. Северный сельский совет переименован в Тавричанский.
В марте 1977 года из Увалово-Ядринского сельского совета выделен Новоархангельский.
К 1987 году ближайшая железнодорожная станция здесь. Расстояние до Омска 45 километров.
В 1989 году из Центрально-Любинского сельского совета выделен Южно-Любинский.
На 1 марта 1991 года в районе насчитывалось 17 сельских советов, 2 рабочих посёлка и 77 населённых пунктов в сельской местности. Территория района 3300 квадратных километров. Население района 44283 человека. Действовало 8 совхозов («Голубковский», «Большаковский», «Мокшинский», «Рассвет», «Любинский», «Пролетарский», «Центрально-Любинский», «Южно-Любинский»), 7 колхозов («Заря Коммунизма», «Красный Октябрь», «Россия», им. Ф. Энгельса, им. Ленина, им. Куйбышева, им. Розы Люксембург), 1 учхоз («Камышловский»), 1 коопзверопромхоз («Маяк»), 1 госплемзавод («Северо-Любинский»).
В 1992 году изменены граница между некоторыми сельскими советами района.
В 1993 году сельские советы упразднены.
В 2003 году введены в районе сельские администрации.
В 2004 году сельские администрации преобразованы в сельские округа.
На 1 января 2009 года в районе насчитывалось: 2 рабочих посёлка, 75 сельских населённых пунктов, 17 сельских округов.
В ноябре 2009 года в районе был исключён 1 населённый пункт из учётных данных (железнодорожный остановочный пункт 2664 км).

## Население
| 1926    | 1931    | 1959    | 1970    | 1979    | 1989    | 2002    |
| ------- | ------- | ------- | ------- | ------- | ------- | ------- |
| 48 208  | ↗49 381 | ↗50 488 | ↘46 322 | ↘43 850 | ↗44 283 | ↘42 123 |
| 2009    | 2010    | 2011    | 2012    | 2013    | 2014    | 2015    |
| ↗42 399 | ↘37 735 | ↗37 761 | ↗37 992 | ↗38 249 | ↗38 414 | ↘38 388 |
| 2016    | 2017    | 2018    | 2019    | 2020    | 2021    | 2023    |
| ↗38 445 | ↘38 186 | ↘37 990 | ↘37 771 | ↘37 612 | ↗38 677 | ↘38 401 |

### Урбанизация
В городских условиях (рабочие посёлки Красный Яр и Любинский) проживают 42,39 % населения района.

### Гендерный состав
По Всероссийской переписи населения 2010 года 17819 мужчин (47,2 %) и 19916 женщин (52,8 %).

### Национальный состав
По Всесоюзной переписи населения 1926 года крупные национальности: русские, немцы, украинцы, латыши, мордва, чуваши, казаки, киргизы, голландцы.
На 1 января 1931 года крупные национальности: русские 71,0 %, немцы 13,9 %, украинцы 8,9 %. Плотность населения 12,1 человек на 1 квадратный километр.
По Всероссийской переписи населения 2020 года
| Национальность  | Численность населения, чел. | Доля от населения |
| --------------- | --------------------------- | ----------------- |
| Казахи          | 914                         | 2,4               |
| Немцы           | 1713                        | 4,5               |
| Русские         | 33 301                      | 88,2              |
| Татары          | 147                         | 0,4               |
| Украинцы        | 343                         | 0,9               |
| Прочие нации    | 1281                        | 3,4               |
| Итого по району | 37734                       | 100,00            |

## Муниципально-территориальное устройство
В Любинском районе 76 населённых пунктов в составе двух городских и 17 сельских поселений:
| №  | Городские и сельские поселения          | Административный центр       | Количество населённых пунктов | Население | Площадь, км2 |
| -- | --------------------------------------- | ---------------------------- | ----------------------------- | --------- | ------------ |
| 1  | Красноярское городское поселение        | рабочий посёлок Красный Яр   | 1                             | ↗5433     | 7,35         |
| 2  | Любинское городское поселение           | рабочий посёлок Любинский    | 2                             | ↗10 913   | 17,78        |
| 3  | Алексеевское сельское поселение         | село Алексеевка              | 9                             | ↘1971     | 379,92       |
| 4  | Боголюбовское сельское поселение        | село Боголюбовка             | 4                             | ↘984      | 143,54       |
| 5  | Большаковское сельское поселение        | посёлок Большаковка          | 5                             | ↘986      | 335,19       |
| 6  | Веселополянское сельское поселение      | посёлок Веселая Поляна       | 5                             | ↘671      | 280,49       |
| 7  | Замелетёновское сельское поселение      | село Замелетёновка           | 8                             | ↘1550     | 164,38       |
| 8  | Казанское сельское поселение            | село Казанка                 | 3                             | ↗1629     | 113,11       |
| 9  | Камышловское сельское поселение         | посёлок Камышловский         | 4                             | ↗2644     | 154,63       |
| 10 | Любино-Малоросское сельское поселение   | село Любино-Малороссы        | 3                             | ↘2508     | 153,02       |
| 11 | Новоархангельское сельское поселение    | село Новоархангелка          | 2                             | ↘1238     | 126,62       |
| 12 | Новокиевское сельское поселение         | село Новокиевка              | 6                             | ↘1027     | 187,76       |
| 13 | Пролетарское сельское поселение         | посёлок Пролетарский         | 4                             | ↘574      | 261,83       |
| 14 | Протопоповское сельское поселение       | село Протопоповка            | 3                             | ↗1009     | 107,26       |
| 15 | Северо-Любинское сельское поселение     | посёлок Северо-Любинский     | 2                             | ↘1676     | 160,94       |
| 16 | Тавричанское сельское поселение         | село Тавричанка              | 4                             | ↘647      | 175,34       |
| 17 | Увало-Ядринское сельское поселение      | село Увало-Ядрино            | 3                             | ↘939      | 141,12       |
| 18 | Центрально-Любинское сельское поселение | посёлок Центрально-Любинский | 5                             | ↘1466     | 221,04       |
| 19 | Южно-Любинское сельское поселение       | посёлок Урожайный            | 3                             | ↘536      | 149,47       |

| №  | Населённый пункт         | Тип                                | Население | Муниципальное образование               |
| -- | ------------------------ | ---------------------------------- | --------- | --------------------------------------- |
| 1  | 2624 км                  | железнодорожный остановочный пункт | 1         | Алексеевское сельское поселение         |
| 2  | 2640 км                  | железнодорожный остановочный пункт | 13        | Новокиевское сельское поселение         |
| 3  | 2647 км                  | железнодорожный остановочный пункт | 4         | Замелетёновское сельское поселение      |
| 4  | 2672 км                  | железнодорожный остановочный пункт | 77        | Камышловское сельское поселение         |
| 5  | XVI Партсъезд            | деревня                            | 315       | Камышловское сельское поселение         |
| 6  | Авлы                     | деревня                            | 298       | Новоархангельское сельское поселение    |
| 7  | Алексеевка               | село                               | 1314      | Алексеевское сельское поселение         |
| 8  | Алексеевский             | посёлок                            | 216       | Алексеевское сельское поселение         |
| 9  | Алексеевское Лесничество | посёлок                            | 7         | Алексеевское сельское поселение         |
| 10 | Андреевка                | деревня                            | 78        | Боголюбовское сельское поселение        |
| 11 | Астрахановка             | деревня                            | 182       | Боголюбовское сельское поселение        |
| 12 | Бабайловка               | деревня                            | 195       | Замелетёновское сельское поселение      |
| 13 | Балашовка                | деревня                            | 5         | Пролетарское сельское поселение         |
| 14 | Барсуковка               | деревня                            | 236       | Северо-Любинское сельское поселение     |
| 15 | Беляевка                 | деревня                            | 217       | Замелетёновское сельское поселение      |
| 16 | Боголюбовка              | село                               | 602       | Боголюбовское сельское поселение        |
| 17 | Большаковка              | посёлок                            | 780       | Большаковское сельское поселение        |
| 18 | Большая Окунёвка         | деревня                            | ↘44       | Большаковское сельское поселение        |
| 19 | Большемогильное          | деревня                            | 93        | Боголюбовское сельское поселение        |
| 20 | Борятино                 | деревня                            | 116       | Пролетарское сельское поселение         |
| 21 | Быструха                 | деревня                            | 146       | Тавричанское сельское поселение         |
| 22 | Веселая Поляна           | посёлок                            | 483       | Веселополянское сельское поселение      |
| 23 | Владимировка             | деревня                            | 48        | Веселополянское сельское поселение      |
| 24 | Восточный                | посёлок                            | →20       | Любинское городское поселение           |
| 25 | Выборненовка             | деревня                            | 18        | Центрально-Любинское сельское поселение |
| 26 | Голубки                  | деревня                            | 56        | Алексеевское сельское поселение         |
| 27 | Драгунский               | посёлок                            | 558       | Алексеевское сельское поселение         |
| 28 | Замелетёновка            | село                               | ↘636      | Замелетёновское сельское поселение      |
| 29 | Ивановка                 | деревня                            | 67        | Тавричанское сельское поселение         |
| 30 | Казанка                  | село                               | 749       | Казанское сельское поселение            |
| 31 | Калиновка                | деревня                            | 223       | Увало-Ядринское сельское поселение      |
| 32 | Камышловский             | посёлок                            | 1451      | Камышловское сельское поселение         |
| 33 | Канаковка                | деревня                            | 124       | Новокиевское сельское поселение         |
| 34 | Капустино                | деревня                            | 104       | Веселополянское сельское поселение      |
| 35 | Квасовка                 | деревня                            | ↗505      | Казанское сельское поселение            |
| 36 | Китайлы                  | село                               | 301       | Любино-Малоросское сельское поселение   |
| 37 | Кочки                    | деревня                            | ↗250      | Протопоповское сельское поселение       |
| 38 | Красный Яр               | рабочий посёлок                    | ↗5433     | Красноярское городское поселение        |
| 39 | Лесной                   | посёлок                            | 43        | Южно-Любинское сельское поселение       |
| 40 | Луговой                  | посёлок                            | 166       | Центрально-Любинское сельское поселение |
| 41 | Любино-Малороссы         | село                               | 1347      | Любино-Малоросское сельское поселение   |
| 42 | Любинский                | рабочий посёлок                    | ↘10 845   | Любинское городское поселение           |
| 43 | Малая Черноостровка      | деревня                            | 61        | Алексеевское сельское поселение         |
| 44 | Маломогильное            | деревня                            | 56        | Большаковское сельское поселение        |
| 45 | Масляновка               | деревня                            | 39        | Замелетёновское сельское поселение      |
| 46 | Матюшино                 | деревня                            | 372       | Казанское сельское поселение            |
| 47 | Мокшино                  | деревня                            | 95        | Веселополянское сельское поселение      |
| 48 | Новоархангелка           | село                               | 1061      | Новоархангельское сельское поселение    |
| 49 | Новокиевка               | село                               | 583       | Новокиевское сельское поселение         |
| 50 | Новокиевский             | разъезд                            | 53        | Новокиевское сельское поселение         |
| 51 | Первомайский             | посёлок                            | 24        | Алексеевское сельское поселение         |
| 52 | Пестровка                | деревня                            | 34        | Тавричанское сельское поселение         |
| 53 | Покровка                 | деревня                            | 80        | Замелетёновское сельское поселение      |
| 54 | Политотдел               | посёлок                            | 360       | Любино-Малоросское сельское поселение   |
| 55 | Помогаевка               | деревня                            | 185       | Замелетёновское сельское поселение      |
| 56 | Пролетарский             | посёлок                            | 524       | Пролетарское сельское поселение         |
| 57 | Протопоповка             | село                               | ↘488      | Протопоповское сельское поселение       |
| 58 | Рассвет                  | деревня                            | 41        | Большаковское сельское поселение        |
| 59 | Ровная Поляна            | деревня                            | 298       | Протопоповское сельское поселение       |
| 60 | Северо-Любинский         | посёлок                            | 1457      | Северо-Любинское сельское поселение     |
| 61 | Славинка                 | деревня                            | 12        | Новокиевское сельское поселение         |
| 62 | Смоляновка               | деревня                            | 312       | Новокиевское сельское поселение         |
| 63 | Степановка               | деревня                            | 195       | Увало-Ядринское сельское поселение      |
| 64 | Субботинка               | деревня                            | 82        | Веселополянское сельское поселение      |
| 65 | Тавричанка               | село                               | 425       | Тавричанское сельское поселение         |
| 66 | Тарлык                   | деревня                            | 234       | Большаковское сельское поселение        |
| 67 | Увало-Ядрино             | село                               | 581       | Увало-Ядринское сельское поселение      |
| 68 | Урожайный                | посёлок                            | 433       | Южно-Любинское сельское поселение       |
| 69 | Фёдоровка                | деревня                            | 340       | Камышловское сельское поселение         |
| 70 | Филатовка                | деревня                            | 184       | Замелетёновское сельское поселение      |
| 71 | Центрально-Любинский     | посёлок                            | 1027      | Центрально-Любинское сельское поселение |
| 72 | Чулково                  | посёлок                            | 154       | Центрально-Любинское сельское поселение |
| 73 | Шандровка                | деревня                            | 120       | Центрально-Любинское сельское поселение |
| 74 | Шулаевка                 | деревня                            | 75        | Пролетарское сельское поселение         |
| 75 | Щучье                    | посёлок                            | 82        | Алексеевское сельское поселение         |
| 76 | Южный                    | посёлок                            | 206       | Южно-Любинское сельское поселение       |

### Упразднённые населённые пункты
Деревни Лыжино, Большая Черноостровка, Рыбное, Садовый, Ягодное.

## Экономика
В Любино имеется пивоваренный завод, инкубаторно-птицеводческая станция. Близ Любино в районе поселка Красный Яр — молочноконсервный комбинат.

## Транспорт
В посёлке «Любинский» существует только один автобусный маршрут, по которому до недавнего времени курсировал один-единственный автобус ЛАЗ-695, называемый местными жителями — Пятачок. Считается, что такое название закрепилось за ним с самого начала, в восьмидесятых, когда автобусный маршрут только был введён, и проездной билет на него стоил пять копеек. Весной 2011 года Тридцатое АТП, которое занимается транспортными перевозками в посёлке, заменило морально и физически устаревший ЛАЗ на новый ПАЗ-3205, который сохранил за собой прозвище предшественника. Длина маршрута составляет приблизительно 4-5 километров, интервал движения — 15-30 минут. Стоимость «взрослого» билета: 12 рублей, «школьного» — 6 рубля. Большая часть маршрута в основном пролегает по любинской «кольцевой» дороге, и по центру посёлка.
Кроме автобуса имеется служба такси.
До Омска курсирует регулярное автобусное движение и маршрутное такси, интервал движения составляет 40-60 минут.
Также через Любино проходит Транссибирская железнодорожная магистраль. Между Омском и Любино курсируют поезда и электрички.

## Культура
Дом культуры, кинотеатр «Россия».
На территории Любинского района располагается сеть учреждений культуры в количестве 86 учреждений, это: 19 сельских Домов культуры, 1 районный Дом культуры, 27 досуговых объектов, 35 библиотек, 1 музей, 3 школы дополнительного образования детей (ДХШ, ДШИ)

## Достопримечательности
- Памятник «Скорбящая Мать» воинам Второй мировой войны (установлен в 1974 году)
- Памятник В. И. Ленину у входа в музыкальную школу,
- Районный историко-краеведческий музей имени Ивана Семеновича Коровкина
- Новый Храм преподобного Серафима Саровского, рп Любинский
- Памятник «Дружба народов»
- Памятный знак о пребывании Императорской семьи Романовых на станции «Любинская». Открыт в 2011 году. В 2012 году на его месте (привокзальная площадь райцентра) построена Николаевская часовня[71].

Памятники истории, архитектуры, археологии и монументального искусства
- Памятник воинам-землякам, погибшим в годы Великой Отечественной войны 1941—1945, установлен в 1974, центральная площадь рп Любино
- Братская могила 6 красноармейцев, погибших в боях с белогвардейцами в 1919, рп Любино
- Могила Л. Т. Рубина, председателя колхоза, погибшего от рук кулаков, деревня Владимировка
- Братская могила красногвардейцев, погибших в боях с белогвардейцами у железнодорожной станции Драгунская в 1919, село Алексеевка станция Драгунская
- Стела воинам-землякам, погибшим в годы Великой Отечественной войны 1941—1945, установлен в 1968, рп Красный Яр
- Могила Героя Социалистического Труда К. Д. Никифорова, кладбище посёлок Северо-Любинский
- Могила Героя Социалистического Труда, Л. П. Болдыревой, кладбище посёлок Северо-Любинский[72]
- Могила матроса крейсера «Варяг» Ф. Е. Михайлова, кладбище бывшая деревня Лыжино. Памятник открыт у здания музея в 2005 году в рабочем посёлке Любинский[73][74].
- Могила краеведа, собирателя фольклора И. С. Коровкина, кладбище рп Любино
- Дом, в котором жил краевед, собиратель фольклора И. С. Коровкин, ул. М. Горького 122 рп Любино[75]
- Ветряная мельница XIX века, деревня Мокшино
- Дом, в котором жила животновод, Герой Социалистического Труда Л. П. Болдырева, ул. Никифорова 8 посёлок Северо-Любинский
- Дом, в котором размещался волостной совет крестьянских депутатов, село Любино-Малороссы